# Catena Costiera
Catena Costiera (česky Pobřežní pásmo) je horské pásmo Apenin na jihu Itálie, v Kalábrii. Rozkládá se podél pobřeží Tyrhénského moře v délce přibližně 70 km. Je součástí Kalabrijských Apenin, respektive Jižních Apenin. Nejbližší větší město je jihovýchodně ležící Cosenza.

## Geografie a flora
Nejvyšší horou je Monte Cocuzzo (1 541 m). Oblast je bohatá na lesy. Nejvíce jsou zastoupeny buky.